# Heatherette
Heatherette ist ein Modelabel mit Sitz in New York. Inhaber des Labels sind die beiden Designer Traver Rains und Richie Rich. 

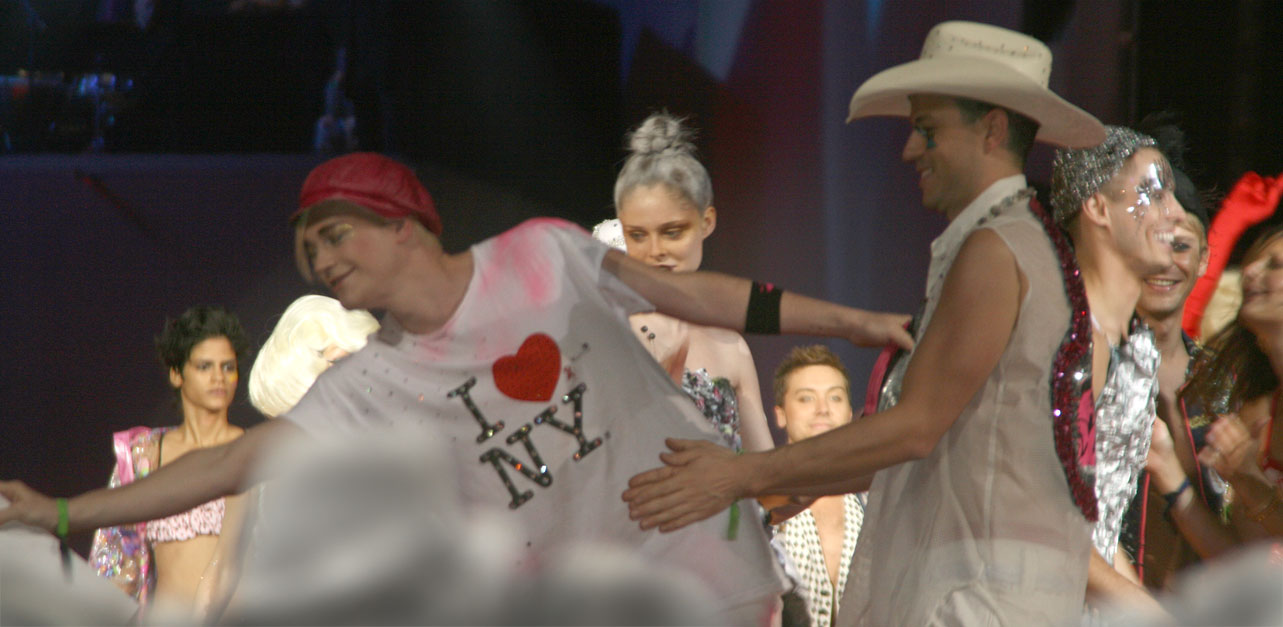
Heatherette auf dem Life Ball 2007

Ende 1999 starteten Rains und Rich ihre Zusammenarbeit mit dem Entwerfen von schrill-bunten T-Shirts. Ihre T-Shirt- und Lederkollektionen wurden in der Clubszene New Yorks schnell zu einem Geheimtipp. So wurde unter anderem auch die Stylistin Patricia Field auf Heatherette aufmerksam und ließ sich von ihnen für die Fernsehserie Sex and the City beispielsweise das „Carrie“-T-Shirt entwerfen. Auch der Fotograf David LaChapelle und zahlreiche Prominente aus der Musik- und Filmszene tragen ihre Entwürfe. Zu ihren Fans gehören beispielsweise Gwen Stefani, Pamela Anderson, Pink und Paris Hilton.
Viele Modemagazine haben im Laufe der vergangenen Jahre Editorials zu Heatherette veröffentlicht, darunter Vanity Fair, W, InStyle, I-D oder die italienische Vogue.
2005 wirkten Traver Rains und Richie Rich auch in einer Episode der MTV-Sendung Made mit.
Im Jahr 2007 waren sie die ersten nicht-europäischen Designer, welche die Modenschau im Rahmen des Wiener Life Balls gestalteten.

## Namensherkunft
Der Name Heatherette ist eine Kombination aus dem Vornamen Heather und dem Song Warm Leatherette von The Normal. Eigenen Angaben zufolge wurde Richie Rich einst von einem Mädchen namens Heather „verfolgt“, woraufhin er und ein Freund sich zum Spaß gegenseitig Heather nannten. So entstand eines Abends in Verbindung mit dem Song Warm Leatherette (im konkreten Fall in der Version von Grace Jones) der Name Heatherette.